# 공감.jpg
공감.jpg는 웹툰 작가 임총이 매주 화요일에 네이버에 연재 중인 웹툰이다. ‘파괘왕 공모전’에서 수상하여 연재되고 있다.
10월 21일 공감.jpg 작가의 말에 다음화로 연재종료를 한 다고 밝혔다.

## 논란
조회수 자체는 높으나, 윈도우 운영체제의 기본 프로그램인 그림판으로 그린 듯한 그림체의 수준이 낮아 작품성 논란에 휘말렸다. 또한 일각에서는 이 웹툰이 2013년부터 3년 동안 피키캐스트에서 연재된 바 있다고 주장하기도 한다.